# Гільдебранд Конрад Якоб
Гільдебранд Конрад Якоб — німецький пастор, дипломат. 1656–57 супроводжував шведського посла Г.Веллінга під час його подорожі в Чигирин до Б.Хмельницького, про що розповів у нотатках під назвою «Опис третьої королівської шведської подорожі» (німецькою мовою, 1668). Книга містить цікаві подробиці про прийом у Б.Хмельницького, розмову гетьмана зі шведами латинською мовою, про хоробрість козаків, причини виникнення війни з поляками, ставлення українців до полонених німців, які воювали на боці польського війська. Українською мовою нотатки Г. опублікував Д.Олянчин.